# 徐調元 (崇禎進士)
徐調元，字尔赞，南直隶常州府無錫縣人，明朝政治人物。

## 生平
崇禎三年（1630年）庚午科應天鄉試舉人，崇禎十年（1637年）丁丑科進士，授黄冈知县。时流贼势方炽，城中无兵，调元募壮勇固守，贼攻围一月遁去。官捕得盗三百余人，调元鞠之，皆被贼者，无所得食，故相聚行劫。请于抚按，诛其奸淫杀人者，而释其馀。父丧归，起补金華縣。東陽縣诸生许都作乱，所在应之，都以宣大故帅房大成为谋主。调元探其潜至城下，邀与计事，迎之别馆。大成不疑，明日议事府治，立缚大成斩以徇。贼众掩至，城守固，遂四散剽掠。乃率诸将夹击之，一鼓破贼，荡其巢穴，赦其妻子，论功，有旨召用。南都时，马、阮当国，朱大典素恨調元，因事罗织，遂被逮下刑部。会左良玉拥兵入朝，大典御之中道而溃，调元得脱，归年八十卒。

## 引用
1. ↑  《崇祯十年丁丑科进士三代履历》：徐调元，曾祖峯，祖性，父之鹏〔庠生〕。字尔赞，书四房，壬子十二月二十五日生，无锡县人，庚午九名，会九十七名，三甲一百五十八名，户部观政，戊寅四月授黄冈知县，己卯丁忧，壬午起補金華知縣，乙酉革职。
2. ↑  《无锡县志》
3. ↑  《常州府志》